# クロアチア年間最優秀選手賞
クロアチア年間最優秀選手賞（Croatian Footballer of the Year / Nogometaš godine）は、クロアチアのVečernji listによるサッカーの賞である。

## 概要
1972年に創設されたユーゴスラビア年間最優秀選手賞が前身。ユーゴスラビアが解体されたことに伴って、1991年にクロアチア年間最優秀選手賞としてクロアチア国籍の選手に与えられる賞となった。1995年からは年間最優秀若手選手も選出している。

## 受賞者一覧
| 年度 | 受賞者                 | 所属クラブ             |
| ---- | ---------------------- | ---------------------- |
| 1991 | ズボニミール・ボバン   | ACミラン               |
| 1992 | ダヴォール・シューケル | セビージャ             |
| 1993 | アレン・ボクシッチ     | ラツィオ               |
| 1994 | ダヴォール・シューケル | セビージャ             |
| 1995 | ダヴォール・シューケル | セビージャ             |
| 1996 | ダヴォール・シューケル | レアル・マドリード     |
| 1997 | ロベルト・プロシネチキ | クロアチア・ザグレブ   |
| 1997 | ダヴォール・シューケル | レアル・マドリード     |
| 1998 | ダヴォール・シューケル | レアル・マドリード     |
| 1999 | ズボニミール・ボバン   | ACミラン               |
| 2000 | ネナード・ビェリツァ   | オシエク               |
| 2001 | イゴール・トゥドール   | ユヴェントス           |
| 2002 | スティペ・プレティコサ | ハイドゥク・スプリト   |
| 2003 | ダド・プルショ         | ASモナコ               |
| 2004 | ダド・プルショ         | レンジャーズ           |
| 2005 | ダド・プルショ         | レンジャーズ           |
| 2006 | エドゥアルド           | ディナモ・ザグレブ     |
| 2007 | ルカ・モドリッチ       | ディナモ・ザグレブ     |
| 2008 | ルカ・モドリッチ       | トッテナム             |
| 2009 | イヴィツァ・オリッチ   | バイエルン・ミュンヘン |
| 2010 | イヴィツァ・オリッチ   | バイエルン・ミュンヘン |
| 2011 | ルカ・モドリッチ       | トッテナム             |
| 2012 | マリオ・マンジュキッチ | バイエルン・ミュンヘン |
| 2013 | マリオ・マンジュキッチ | バイエルン・ミュンヘン |
| 2014 | ルカ・モドリッチ       | レアル・マドリード     |
| 2015 | イヴァン・ラキティッチ | バルセロナ             |
| 2016 | ルカ・モドリッチ       | レアル・マドリード     |
| 2017 | ルカ・モドリッチ       | レアル・マドリード     |
| 2018 | ルカ・モドリッチ       | レアル・マドリード     |
| 2019 | ルカ・モドリッチ       | レアル・マドリード     |
| 2020 | ルカ・モドリッチ       | レアル・マドリード     |
| 2021 | ルカ・モドリッチ       | レアル・マドリード     |
| 2022 | ルカ・モドリッチ       | レアル・マドリード     |
| 2023 | ルカ・モドリッチ       | レアル・マドリード     |

## 受賞回数
| 選手                   | 回数 | 受賞年度                                                    |
| ---------------------- | ---- | ----------------------------------------------------------- |
| ルカ・モドリッチ       | 12   | 2007,2008,2011,2014,2016,2017,2018,2019,2020,2021,2022,2023 |
| ダヴォール・シューケル | 6    | 1992,1994,1995,1996,1997,1998                               |
| ダド・プルショ         | 3    | 2003,2004,2005                                              |
| ズボニミール・ボバン   | 2    | 1991,1999                                                   |
| イヴィツァ・オリッチ   | 2    | 2009,2010                                                   |
| マリオ・マンジュキッチ | 2    | 2012,2013                                                   |